# あなたしか見えない
「あなたしか見えない」（あなたしかみえない）は、松田聖子の55枚目のシングル。2001年6月20日にKitty MMEから発売された。

## 解説
カップリング『Ave Maria 2001』はFranz Peter Schubertの『アヴェ・マリア』をフィーチャリングしたもの。

## 収録曲
全編曲：原田真二
1. あなたしか見えない [5:12]
  - 作詞：Seiko Matsuda・原田真二、作曲：原田真二
2. Ave Maria 2001 (Featuring Soundfly SONO) [4:53]
  - 作詞：Soundfly SONO、作曲：Franz Peter Schubert
3. あなたしか見えない（Instrumental）[5:11]

## 関連作品
- あなたしか見えない
  - LOVE & EMOTION VOL.1（アルバム・バージョン）
- Ave Maria 2001 (Featuring Soundfly SONO)
  - アルバム未収録